# Dasybasis neogrisescens
Dasybasis neogrisescens är en tvåvingeart som först beskrevs av Krober 1934.  Dasybasis neogrisescens ingår i släktet Dasybasis och familjen bromsar. Inga underarter finns listade i Catalogue of Life.